# Barbara Maurer
Barbara Maurer (meglio conosciuta con lo pseudonimo Barbara Terpoorten; Visp, 5 giugno 1974) è un'attrice, regista e drammaturga svizzera.

## Filmografia

### Cinema
- Snow White (2005)
- Lenz (2006)
- Handyman (2006)
- Hybrid (2006)
- Champions (2009)
- Zu zweit (2010)
- Nebelgrind (2011)
- Tappava Talvi (2012)

### Televisione
- Tatort: Borowski in der Unterwelt (2005, film TV)
- Il becchino (2013-2019)